# Roman & Castro
Roman & Castro es un dúo de productores y DJ chilenos, en el año 2012 formado por el integrante de MKRNI Sebastián Román y el periodista de Radio Rock & Pop Nicolás Castro.

## Historia
En 2014, Lanzaron el EP debut Bueno Ya.

## Discografía
EP
- Bueno Ya (2014)

Remixes
- Gepe - En la naturaleza
- Dënver - Revista de gimnasia